# رندی گراف
رندی گراف (انگلیسی: Randy Graff؛ زادهٔ ۲۳ مهٔ ۱۹۵۵) یک هنرپیشه اهل ایالات متحده آمریکا است.
از فیلم‌های معروف او می‌توان به بازی در فیلم کلیدهای تولسا و اجاره اشاره کرد.